# Sacramento Kings 2002-2003
La stagione 2002-03 dei Sacramento Kings fu la 54ª nella NBA per la franchigia.
I Sacramento Kings vinsero la Pacific Division della Western Conference con un record di 59-23. Nei play-off vinsero il primo turno con gli Utah Jazz (4-1), perdendo poi la semifinale di conference con i Dallas Mavericks (4-3).

## Roster
| N° | Naz.                   | Ruolo | Sportivo             | Anno | Alt. | Peso |
| -- | ---------------------- | ----- | -------------------- | ---- | ---- | ---- |
| 3  | Stati Uniti (bandiera) | A     | Gerald Wallace       | 1982 | 201  | 98   |
| 4  | Stati Uniti (bandiera) | AC    | Chris Webber         | 1973 | 206  | 111  |
| 5  | Turchia (bandiera)     | A     | Hidayet Türkoğlu     | 1979 | 208  | 100  |
| 7  | Stati Uniti (bandiera) | A     | Keon Clark           | 1975 | 211  | 100  |
| 8  | Stati Uniti (bandiera) | G     | Mateen Cleaves       | 1977 | 188  | 93   |
| 9  | Stati Uniti (bandiera) | G     | Damon Jones          | 1976 | 191  | 84   |
| 10 | Stati Uniti (bandiera) | G     | Mike Bibby           | 1978 | 185  | 86   |
| 13 | Stati Uniti (bandiera) | GA    | Doug Christie        | 1970 | 198  | 91   |
| 16 | Jugoslavia (bandiera)  | GA    | Predrag Stojaković   | 1977 | 206  | 100  |
| 21 | Jugoslavia (bandiera)  | C     | Vlade Divac          | 1968 | 216  | 110  |
| 22 | Stati Uniti (bandiera) | G     | Jim Jackson          | 1970 | 198  | 100  |
| 24 | Stati Uniti (bandiera) | G     | Bobby Jackson        | 1973 | 185  | 84   |
| 31 | Stati Uniti (bandiera) | C     | Scot Pollard         | 1975 | 211  | 120  |
| 51 | Stati Uniti (bandiera) | A     | Lawrence Funderburke | 1970 | 206  | 104  |

## Staff tecnico
- Allenatore: Rick Adelman
- Vice-allenatori: Pete Carril, Terry Porter, Elston Turner, John Wetzel